# Hidayət Heydərov
Hidayət Minayət oğlu Heydərov (ur. 27 lipca 1997 r. w Karagandzie) – azerbejdżański judoka, mistrz olimpijski, dwukrotny brązowy medalista mistrzostw świata, brązowy medalista igrzysk europejskich, mistrz Europy, srebrny i brązowy medalista uniwersjady.